# Папак
Папак (перс. بابک) (в пізній арабомовній літературі — Бабак, від араб. Bəbəg) — перський державний діяч з династії Сасанідів.
Папак до 200 був царем Хіра, невеликого містечка на озері Бактеган в Персії. Потім Папак отримав від свого сюзерена царя Гочіра Істахр і для свого молодшого сина Ардашира І посаду начальника міста Дарабгерд. Його старший син Шапур успадковував трон, проте Ардашир повалив свого брата 220.